# 神奈川県立横浜立野高等学校
神奈川県立横浜立野高等学校（かながわけんりつ よこはまたてのこうとうがっこう）は、神奈川県横浜市中区本牧間門にある公立高等学校。共学校。

## 概要
1936年2月、現在の横浜国立大学教育学部附属横浜小学校のある立野の丘で、神奈川県立横浜第二高等女学校として創立された。1948年には新制高等学校となり、神奈川県立横浜第二女子高等学校と改称した。1950年には男女共学校になるとともに、現在の校名である神奈川県立横浜立野高等学校と改称した。この頃の立野の丘には、横浜立野高等学校、横浜国立大学学芸学部分校、横浜国大附属小学校、横浜国大附属中学校と4校があり、小中高大生が混在し超過密状態となった。敷地不足のため、1964年に横浜市中区本牧間門の地に移転された。
2011年には、本牧間門校舎の耐震対策による建て替え工事に伴い、すべての学校機能を港南台校舎（旧・神奈川県立港南台高等学校）へ移転した。2014年に新校舎が完成し、本牧間門校舎へ再移転した。
また、毎年秋には辻堂海浜公園でマラソン大会が行われる。卒業生は19,000人を超えた。

## 沿革
- 1936年 - 神奈川県立横浜第二高等女学校として開校。校舎は横浜市中区立野町の神奈川県女子師範学校に併設された。初代校歌（作詞 佐佐木信綱／作曲 幸田延）制定（神奈川県女子師範学校および神奈川県立横浜第一高等女学校のそれと同一のもの）。
- 1940年 - 紀元2600年を記念し二代校歌（作詞 国語漢文部／作曲 橋本國彦）制定。
- 1943年 - 師範教育令改正に伴い神奈川県女子師範学校が官立神奈川師範学校女子部に改組され、同校は形式上分離独立する。中等学校令施行に伴い、修業年限が5年から4年に短縮される。
- 1948年 - 学制改革により高等学校となり、神奈川県立横浜第二女子高等学校と改称。
- 1950年 - 神奈川県立高等学校の男女共学化に伴い、校名を神奈川県立横浜立野高等学校と改称。小学区制が導入される。
- 1956年 - 終戦直後から校歌不在の状態が続いていたが，現行の三代校歌（作詞 神保光太郎／作曲 中田喜直）制定。
- 1963年 - 中学区制導入。緑ヶ丘、南、金沢の各校と共に、横浜南部学区に属す。
- 1964年 - 敷地不足のため、横浜市中区本牧間門の地に校舎移転。
- 1966年 - 横浜国立大学教育学部附属高等学校を設置するという意図のもとに、山手分校を設置。
- 1968年 - 諸般の事情で山手分校の国立学校移管は実現できず、分離独立し、神奈川県立光陵高等学校となる。
- 1981年 - 新学区制導入。横浜臨海学区に属す。
- 2005年 - 学区制廃止。
- 2011年 - 校舎建て替え工事に伴い、横浜市港南区港南台の校舎へ移転。
- 2014年 - 新校舎が完成し、本牧間門に再移転。
- 2016年 - 創立80周年を迎える。

## アクセス
JR根岸線根岸駅から市営バス 58・101系統で、「東福院前」下車。徒歩5分。

## 主な部活動の実績
- 1940年 - 神奈川県女子水泳大会優勝。
- 1941年 - 神奈川県女子水泳大会優勝。

## 著名な出身者
- 武田百合子 - 作家
- 宮内婦貴子 - 脚本家
- 廣嶋玲子 - 小説家
- 高橋がなり - 実業家、AV監督
- 飯島健 - 1960年ローマオリンピック陸上ホッケー日本代表
- 大谷加代子 - 元バドミントン選手、大谷翔平は次男
- 坂井宏朱 - 元女子オートレース選手
- 山口真理恵 - 女子ラグビー選手
- 辻陽太 - プロレスラー
- 喜田拓也 - サッカー選手
- 喜多建介 - ミュージシャン（ASIAN KUNG-FU GENERATION）
- 伊藤大征 - 俳優